# Corcovado (geslacht)
Corcovado is een kevergeslacht uit de familie van de boktorren (Cerambycidae). De wetenschappelijke naam van het geslacht werd voor het eerst geldig gepubliceerd in 1973 door Lane.

## Soorten
Corcovado omvat de volgende soorten:
- Corcovado bezarki Martins & Galileo, 2008
- Corcovado peruviense Lane, 1973
- Corcovado ruber (Bates, 1881)